# Curt Rosenblad (militär)
Curt Johan Elof Rosenblad, född den 25 augusti 1849 i Broby socken, Kristianstads län, död den 6 januari 1928 i Lund (skriven i Gränna), var en svensk militär. Han var sonson till Elof Rosenblad.
Rosenblad blev furir vid Södra skånska infanteriregementet 1871. Han avlade mogenhetsexamen 1872 och var elev vid Krigsskolan 1873–1875. Rosenblad blev underlöjtnant vid Södra skånska infanteriregementet 1875, löjtnant där 1880 och kapten 1894. Han blev major i armén 1899, major och chef för Blekinge bataljon 1900, major vid Karlskrona grenadjärregemente 1901 samt överstelöjtnant vid Västernorrlands regemente 1902. Rosenblad var överste och chef för Upplands infanteriregemente 1905–1911. Han blev riddare av Svärdsorden 1898, ledamot av Krigsvetenskapsakademien 1907, kommendör av Svärdsordens andra klass samma år, av dess första klass 1914 samt riddare av Dannebrogorden 1900. Rosenblad vilar på Norra kyrkogården i Lund.